# Wieża Bismarcka w Ostródzie
Wieża Bismarcka w Ostródzie – wieża Bismarcka, znajdująca się w woj. warmińsko-mazurskim w Ostródzie na północnym brzegu Jeziora Drwęckiego. Pierwsza tego typu budowla w Prusach Wschodnich.

## Historia wieży
Idea budowy wieży została przedstawiona przez Zarząd Związku Poległych Bojowników (Kriegervereinsvorstand) w 1899 roku. Inicjatywę poparli starosta i burmistrz Ostródy. Na miejsce budowy wyznaczono teren pomiędzy jeziorem Drwęckim a Parkiem Collisa. Koszty przedsięwzięcia (18 tysięcy marek) zostały pokryte z darowizn. Projektantem został ostródzki architekt Gruhl.
Głównym wykonawcą wieży była firma Carla Podolla. Budowa rozpoczęła się 1 kwietnia 1901 roku. Uroczyste otwarcie nastąpiło dokładnie rok później w 87 urodziny Ottona von Bismarcka. Przynajmniej do roku 1905, w każde urodziny kanclerza, rozpalano ogień w miedzianej misie, znajdującej się na szczycie wieży. W następnych latach czyniono to także w noc świętojańską.
W roku 1923 lub 1925 przebudowano wieżę, aby nadać jej bardziej nowoczesny wygląd. Przebudowa odbyła się według planu autorstwa Ottona Fessera (zasłużonego dla Ostródy architekta i miejskiego urzędnika). Przed rokiem 1975 usunięto misę ogniową i płaskorzeźbę Bismarcka. Kolejny remont miał miejsce w 1993.

## Dane techniczne
- Koszt – około 18 tysięcy marek
- Wysokość – 21 metrów
- Budulec – Wieża została zbudowana z nieociosanych granitowych bloków, natomiast przylegający do niej hall wejściowy (rozebrany w latach dwudziestych) wykonano z surowej cegły
- Podwalina wieży - wysokość 4 m i powierzchnia 6,5 m²
- Średnica wewnętrzna wieży - 4 m[2]